# Leptogaster apicalis
Leptogaster apicalis là một loài ruồi trong họ Asilidae. Leptogaster apicalis được Enderlein miêu tả năm 1914. Loài này phân bố ở vùng Tân nhiệt đới.